# Henryk Staszewski
Henryk Staszewski (ur. 6 grudnia 1927 w Wilnie, zm. 21 września 2014 w Łodzi) – polski aktor teatralny i filmowy.

## Życiorys
Absolwent PWST w Łodzi (1953). Aktor teatrów łódzkich: Powszechnego (1953–1958) i Teatru im. Jaracza (od 1958).

## Wybrane role teatralne
- Z iskry rozgorzeje płomień Sz. Dadianiego, reż. J. Chojnacka – Sylwester (Teatr Powszechny w Łodzi)
- Cyd S. Wyspiańskiego, reż. Z. Koczanowicz – Don Arias (Teatr Powszechny w Łodzi)
- Widok z mostu A. Millera, reż. R. Sykała – Louis (Teatr im. Stefana Jaracza w Łodzi)
- Jegor Bułyczow i inni M. Gorkiego, reż. F. Żukowskiego – Pawlin (Teatr im. Stefana Jaracza w Łodzi)
- Rewizor N. Gogola, reż. W. Fokin – Stiepan Korobkin (Teatr im. Stefana Jaracza w Łodzi)
- Pustaki E. Redlińskiego, reż. F. Falk – Józef Remkowski (Teatr im. Stefana Jaracza w Łodzi)
- Fachowcy S. Friedmanna i J. Kofty, reż. Jerzy Gruza – Dyrektor Mintaj (Teatr im. Stefana Jaracza w Łodzi)
- Trans-Atlantyk W. Gombrowicza, reż. M. Grabowski – Malarz Ficinati (Teatr im. Stefana Jaracza w Łodzi)
- Jak wam się podoba W. Szekspira, reż. B. Hussakowski – Karol (Teatr im. Stefana Jaracza w Łodzi)
- Opera za trzy grosze B. Brechta, reż. B. Hussakowski – Eddie (Teatr im. Stefana Jaracza w Łodzi)
- Ferdydurke W. Gombrowicza, reż. B. Hussakowski – Nauczyciel (Teatr im. Stefana Jaracza w Łodzi)
- Dybuk Sz. Anskiego, reż. W. Zawodziński – Reb Mendel (Teatr im. Stefana Jaracza w Łodzi)
- Bóg W. Allena, reż. T. Zygadło – Bob (Teatr im. Stefana Jaracza w Łodzi)
- Trzy siostry A. Czechowa, reż. B. Sass – Fierapont (Teatr im. Stefana Jaracza w Łodzi)
- Sen nocy letniej W. Szekspira, reż. W. Zawodziński – Framuga (Teatr im. Stefana Jaracza w Łodzi)
- Krakowiacy i Górale W. Bogusławskiego, reż. F. Żukowski – Wawrzyniec (Opera Łódzka)
- Chłopcy S. Grochowiaka, reż. M. Pasieczny – Smarkul (Teatr Nowy w Łodzi)

## Wybrana filmografia
- 1950: Dwie brygady – szlifierz
- 1961: Historia żółtej ciżemki, reż. S. Chęciński – strażnik w bramie krakowskiej
- 1962: O dwóch takich, co ukradli księżyc, reż. J. Batory – zbój
- 1965: Kapitan Sowa na tropie – mechanik w Motozbycie (odc. 8)
- 1965: Lekarstwo na miłość, reż. J. Batory – kierowca, członek szajki
- 1966: Piekło i niebo, reż. Tadeusz Różewicz – syn staruszka kandydującego do roli Kostusia
- 1968: Z przygodą na ty, reż. W. Berestowski – mężczyzna zbierający chrust (odc. 2)
- 1971: Wiktoryna Czyli Czy Pan Pochodzi Z Beauvais?, reż. J. Rutkiewicz – przewoźnik Winterhaltera
- 1976: Daleko od szosy, reż. Z. Chmielewski – nauczyciel matematyki w Technikum dla Pracujących
- 1978: Klucznik, reż. W. Marczewski – milicjant
- 1988: Powrót do Polski, reż. P. Pitera – ziemianin z Lipnicy
- 1990: Pożegnanie jesieni, reż. M. Treliński